# Winnie van Weerdenburg
Wilhelmina van Weerdenburg, detta Winnie (L'Aia, 1º ottobre 1946 – 27 ottobre 1988), è stata una nuotatrice olandese.
Specializzata nello stile libero, ha vinto la medaglia di bronzo nella staffetta 4x100 m sl alle olimpiadi di Tokyo 1964.

## Palmarès
- Olimpiadi
  - Tokyo 1964: bronzo nella staffetta 4x100 m sl.